# Сельский округ Байтерек
Сельский округ Байтерек (каз. Бәйтерек ауылдық округі) — административная единица в составе района Магжана Жумабаева Северо-Казахстанской области Казахстана. Административный центр — аул Байтерек. Сельский округ Байтерек находится в 35 км от районного центра.
Население — 1422 человека (2009, 1966 в 1999, 2332 в 1989).

## Образование
В систему образования округа входят 2 общеобразовательные школы: средняя школа в селе Байтерек и Колосовская неполная средняя школа в селе Новотроицкое. При школах работают мини-центры для детей дошкольного возраста.

## Здравоохранение
В 3 населенных пунктах округа функционируют медицинские пункты. С целью оказания специализированной помощи населению ведется прием больных с выездом врача в сельский округ из центральной районной больницы согласно графику (1 раз в месяц).

## Экономика
В округе зарегистрировано 25 сельхозформирований различных форм собственности. Из них 4 товарищества с ограниченной ответственностью и 8 крестьянских хозяйств, 13 индивидуальных предпринимателей с общей площадью земель 27753 га, в том числе пашни 18518 га, пастбищ 9483 га.
В селе Байтерек функционирует электронно-цифровая телефонная станция. Жители села Рявкино, Береке, Новотроицкое пользуются телефонной связью радиодоступа.
В сельском округе функционирует 5 предприятий торговли.

## Состав
В состав сельского округа была включена часть территории ликвидированного Новотроицкого сельского совета (село Новотроицкое). До 2018 года округ назывался Фурмановским.
В состав округа входят такие населенные пункты:
| Населенный пункт   | Население, человек (1989) | Население, человек (1999) | Население, человек (2009) |
| ------------------ | ------------------------- | ------------------------- | ------------------------- |
| Байтерек, аул      | 1030                      | 955                       | 781                       |
| Береке, село       | 318                       | 310                       | 214                       |
| Новотроицкое, село | 523                       | 445                       | 345                       |
| Рявкино, село      | 461                       | 256                       | 82                        |